# Русская песня (театр)
Теа́тр «Ру́сская пе́сня» (Теа́тр Наде́жды Ба́бкиной) — московский государственный академический театр «Русская песня». Большая сцена театра расположена в бизнес-центре Diamond Hall, малая — на Садовой-Черногрязской улице. При театре работает детско-юношеская фольклорная студия.

## История

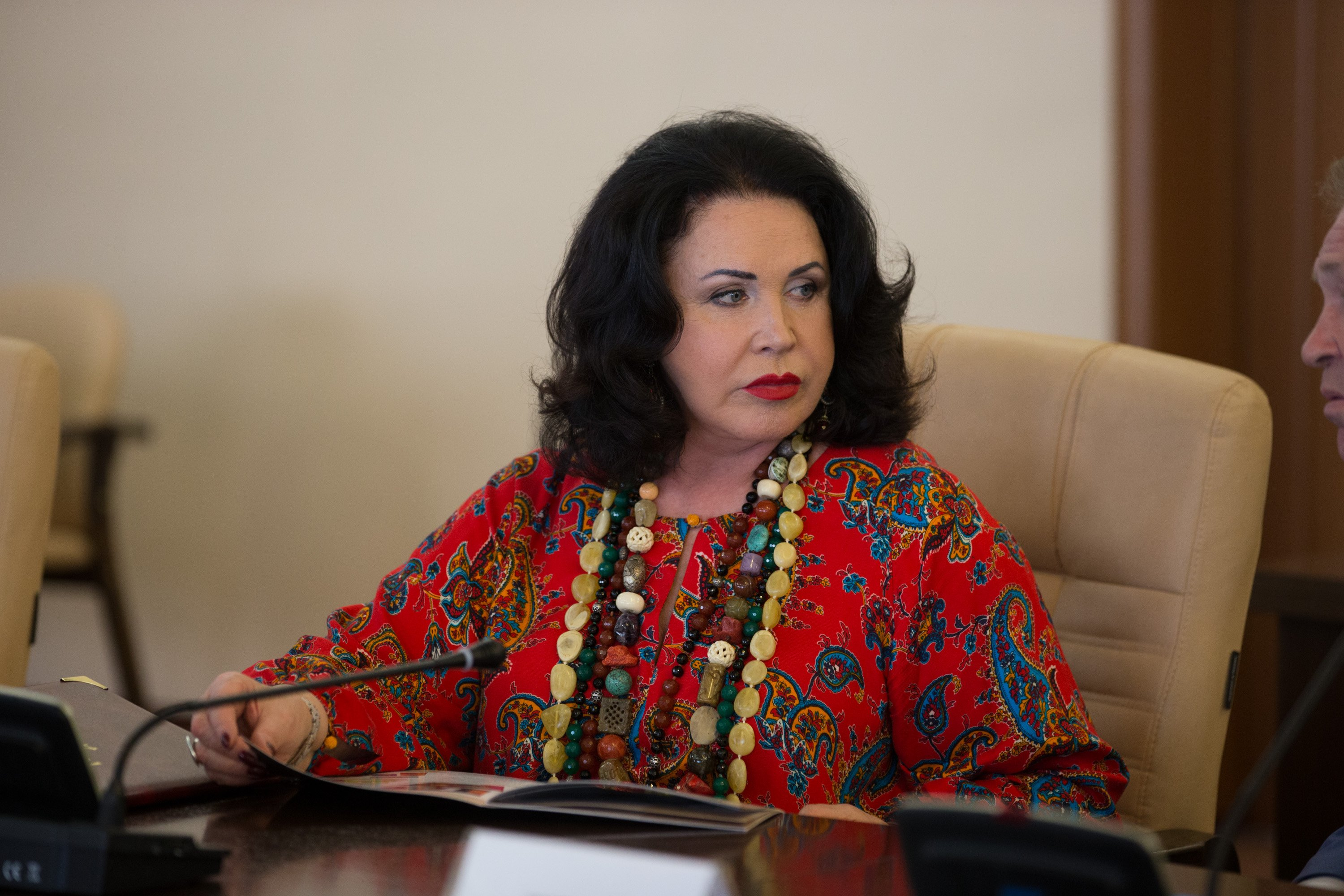
Художественный руководитель театра Надежда Бабкина, 2016 год

В 1971 году Надежда Бабкина поступила в музыкально-педагогический институт имени Гнесиных по двум специальностям: «Руководитель народного хора» и «Сольное народное пение». В это время она работала вокалисткой Астраханского кинопроката, выступая перед началом сеанса. В 1975-м создала молодёжный ансамбль «Русская песня», в котором стала солисткой. Поначалу коллектив работал на студенческих мероприятиях, затем состоялось несколько концертов в рамках поддержки работников физического труда. В 1976 году артисты выступили на Всероссийском конкурсе советской песни в Сочи. Через два года ансамбль получил золотую медаль на международном фестивале фольклора в Братиславе. Коллектив «Русская песня» положил начало «новой фольклорной волне» в СССР. Первое время в группе состояло шесть девушек, позже к ним добавились трое мужчин. С объединением сотрудничали композиторы Владимир Беляев и Жанна Кузнецова.
В 1989 году на базе ансамбля был создан одноимённый многофункциональный фольклорный центр. К этому времени репертуар коллектива состоял из пяти сольных программ и спектаклей-обрядов. В 1993-м при помощи центра был проведён российский конкурс исполнителей народных песен «Нижегородская карусель-93». Через год на основании постановления правительства Москвы центр стал самостоятельной организацией в ведении Комитета культуры столицы. В его состав вошли семь коллективов, в том числе «Русская песня» и «Славяне».

## Современность

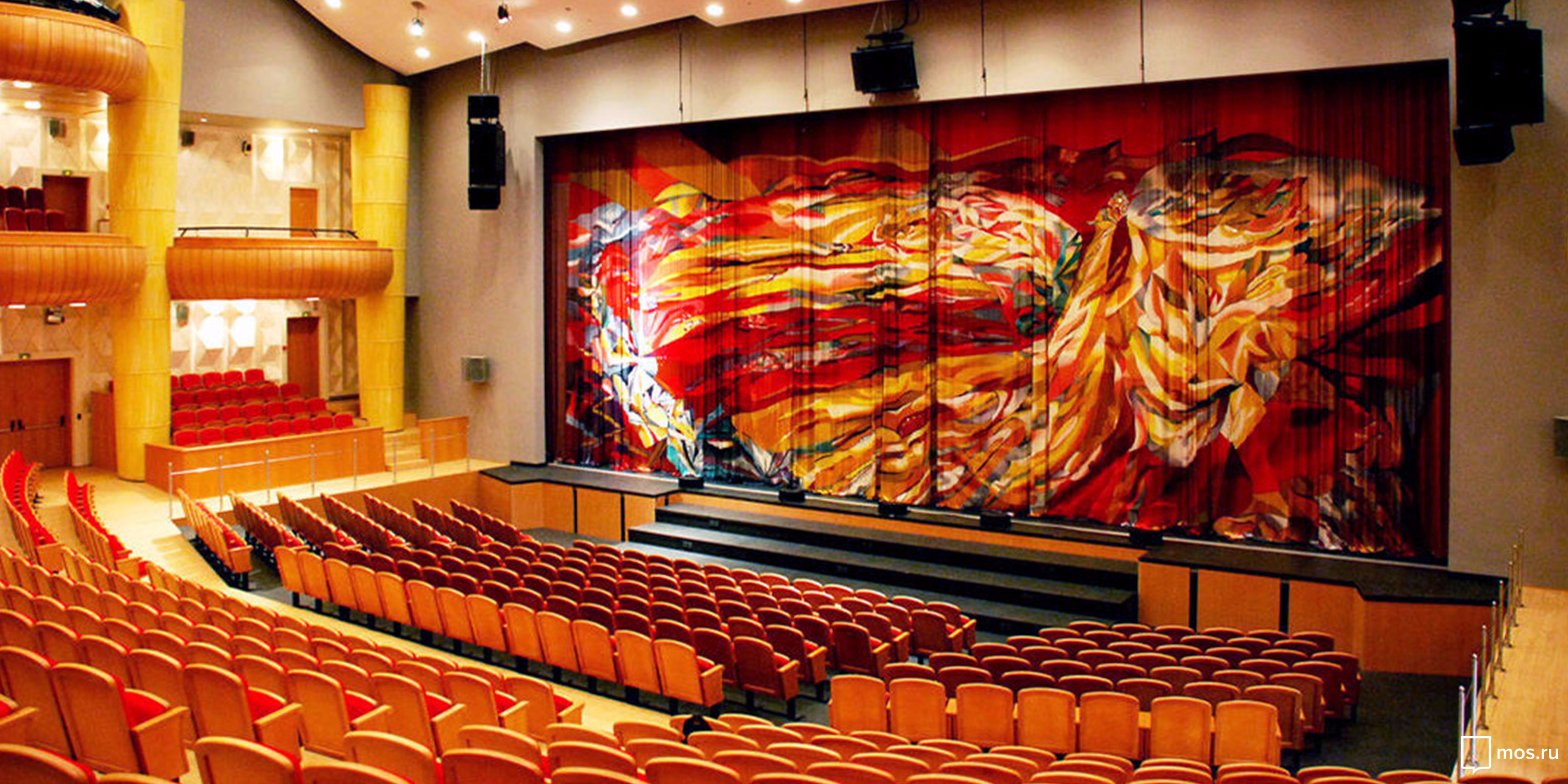
Большая сцена театра, 2017 год

В 2000 году центр был реорганизован в Московский музыкальный театр фольклора «Русская песня», который занимается постановками музыкально-сценических композиций, театрализованных представлений народной направленности, изданием репертуарно-методической литературы, оказанием консультативной помощи народным певцам, выявлением и поддержкой молодых талантов, а также экспериментальным творчеством. Для театра мэр Москвы Юрий Лужков выделил заброшенное здание бывшего кинотеатра «Встреча» на Садово-Черногрязской улице. Участники объединения собственными силами при поддержке друзей провели ремонт.
Через несколько лет помещение стало тесным для коллектива и были начаты работы по строительству нового здания. На эти цели Сбербанк выделил кредит в размере 75 миллионов долларов сроком на семь лет. В 2012 году строительство было завершено. Сооружение вошло в состав офисно-делового центра Diamond Hall, расположенного на Олимпийском проспекте. Площадь трёхэтажного помещения составила 8700 м², большая сцена была рассчитана на 1000 зрителей, ширина зала составила 30 метров, ширина сцены — 33 метра. Здание позволило реализовать масштабные фольклорные проекты, а также познакомить зрителя с культурными традициями народов России. Помимо концертов театра, на сцене проходят дни культуры, форумы, выступления эстрадных артистов, драматические спектакли и благотворительные вечера. Открытие Большой сцены состоялось 27 октября 2014 года. В этот день был проведён концерт с участием ансамблей «Русская песня», «Славяне», московского танцевального коллектива «Русские сезоны» и удмуртской группы «Акай». 
Это событие грандиозно тем, что этот театр — единственный на всю страну театр фольклора. Доброжелательный театр фольклора «Русская песня» открывает двери и гостеприимно ждёт представителей из регионов России, разных национальных традиций. Мероприятие знаковое, событие важное. Это есть духовная ценность, и я считаю, что событие правильное.Надежда Бабкина

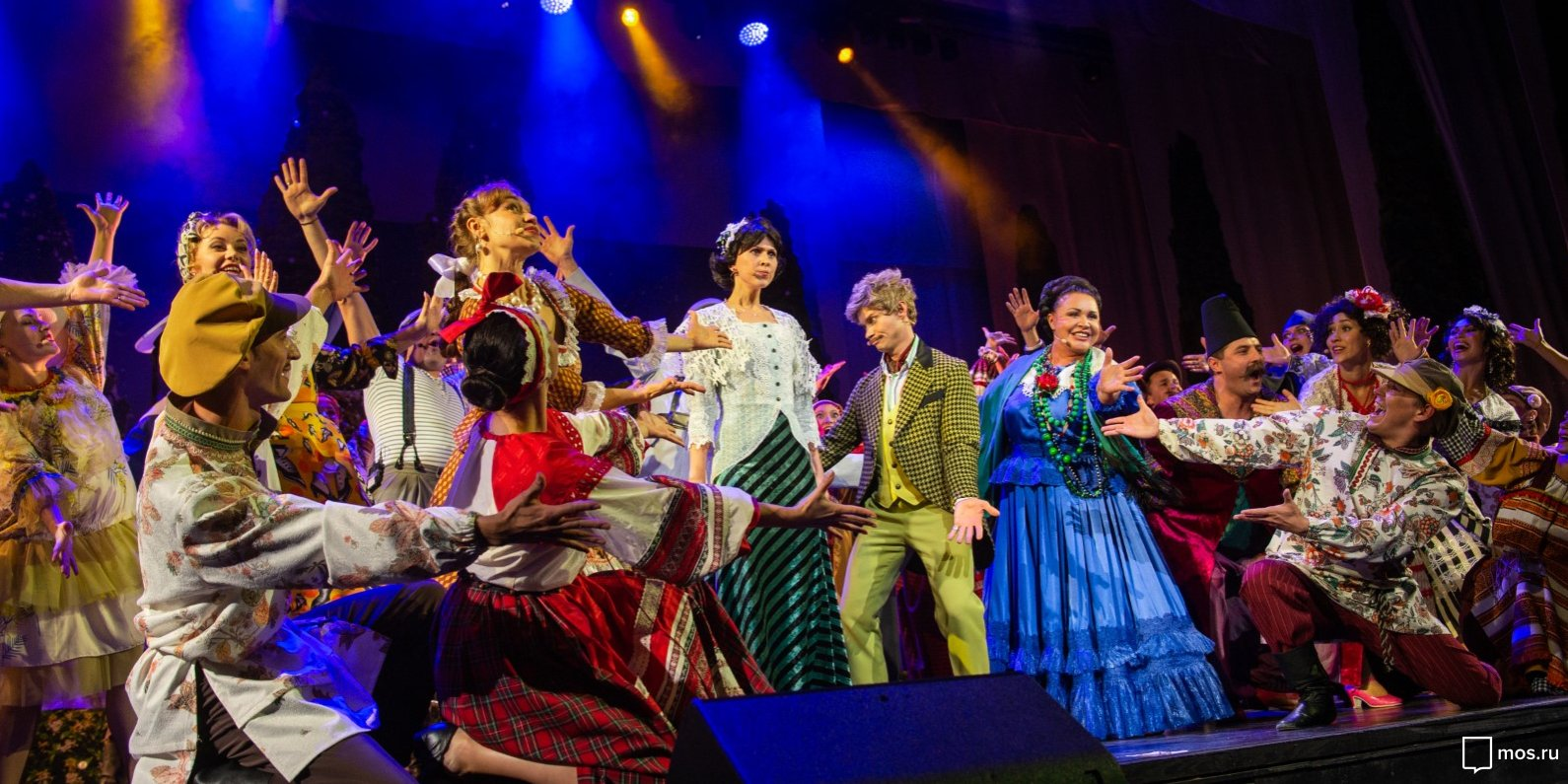
Спектакль «За двумя зайцами»
в театре «Русская песня»

В 2015-м театр подготовил первое в России детское новогоднее фольклорное шоу на льду с участием олимпийских чемпионов фигурного катания и артистов Театра ледовых миниатюр. Через год был поставлен спектакль «Россия, слово о тебе!», посвящённый сорокалетнему юбилею ансамбля «Русская песня». 3 марта 2017 года в целях привлечения аудитории Надежда Бабкина на два с половиной часа стала кассиром театра и продавала билеты с собственным автографом. После этого до конца весны каждую неделю билеты продавал известный исполнитель или артист. В 2018-м на большой сцене состоялся Московский форум по сохранению и развитию нематериального культурного наследия народов России, на реализацию которого Надежда Бабкина ранее получила президентский грант.

В старом здании, на малой сцене театра, расположилась детско-юношеская студия «Наследие», там же проводятся камерные спектакли и концерты. 1 сентября 2017 года открылся музей кукол. В его основной коллекции находятся более ста экспонатов ручной работы мастеров разных стран. Коллекция принадлежит Надежде Бабкиной. Она собирала куклы около 40 лет во время гастрольных поездок и фольклорных экспедиций. Центральный экспонат — кукла Наденька, которая исполняет песни из репертуара Надежды Георгиевны. Уникальную куклу создали российские изобретатели Александр и Людмила Сапрыкины по индивидуальному заказу мастера из народного промысла «Былина», платье сшили мытищенские мастера. До появления музея экспонаты впервые были представлены в декабре 2017 года на XVIII Московской международной выставке «Искусство куклы». 
Куклы в народных костюмах особенно привлекательны. Знакомство с такими экспонатами позволит получить представление о характерных для разных регионов России элементах национальной одежды. Они не только красивы, но и информативны. В особой сказочной атмосфере дети и взрослые могут принять участие в посиделках с чаепитием, послушать удивительные сказочные истории в исполнении известных артистов, под руководством мастеров сделать своими руками кукол, которые будут хранить тепло и уют семейного очага.Надежда Бабкина
В ноябре 2017 года декорации театра “Русская песня” сгорели на складе в Бутырском районе Москвы.
С января 2019 года театр стал называться Московский государственный академический театр «Русская песня».

## Коллективы и солисты театра
Ниже представлены коллективы и солисты, которые работают в театре на 2018 год.
- Фольклорный ансамбль «Русская песня», руководитель Надежда Бабкина
- Фольклорный ансамбль «Россияне»
- Ансамбль «Славяне», руководитель Жанна Русакова
- Балет «Живая планета», руководитель Полина Шумей
- Дуэт «Братья Бондаренко»
- Группа «После 11», руководитель Андрей Зверев
- Певец и композитор Александр Коган
- Ансамбль танца «Русские сезоны», руководитель Николай Андросов
- Солист-инструменталист оригинального жанра Александр Варнаев

## Известные спектакли
Представления и постановки, прошедшие в театре:
- «Алые паруса»
- «Бестолочь»
- Благотворительный бал, посвящённый Международному дню инвалидов
- «В гостях у сказки»
- «В гостях у сказки-2»
- «Всё как у людей…»
- Гала-концерт, посвящённый 150-летию добровольного переселения корейцев в Россию
- «Голая правда»
- «Однажды в Одессе»
- «За двумя зайцами»
- «Кот в сапогах»
- Концертная программа «Жар-птица» Детского фольклорного фестиваля «Наследие»
- «Мистерия балета»
- Музыкальные картины по мотивам произведений Михаила Шолохова «Бабий бунт в деревне Глухарёво»
- «Нежные звуки души»
- «Новые приключения Колобка»
- «Ночь перед Рождеством»
- «Поклонимся великим тем годам»
- «Размазня»
- «Роза с двойным ароматом»
- «Россия, слово о тебе!»
- Русское национальное шоу на льду «Любимчик Пашка»
- «Рюмка водки на столе»
- «Сны в Рождественскую ночь»
- Фестиваль «Наследие»
- Фолк-мюзикл «Чикаго»
- «Щелкунчик»
- Юбилейная концертная программа «Золотые хиты “Русской песни”»
- «Яръ»